# Сергєєв Анатолій Олексійович
Анатолій Олексійович Сергєєв (18 березня 1938, Мосвка, СРСР) — радянський хокеїст, захисник.

## Спортивна кар'єра
Вихованець ДЮСШ «Динамо» (Москва). Перший матч у чемпіонаті СРСР за «динамівців» провів 22 вересня 1957 року проти горківського «Торпедо». Гра завершилася перемогою столичної команди з рахунком 5:2. Першу шайбу закинув «торпедівцям» у матчі-відповіді другого кола 4 січня 1958 року. Три сезони відіграв за команди з Московської області: «Хімік» (Щолково) і «Хімік» (Воскресенськ). 1963 року ввійшов до складу новоствореної команди «Динамо» (Київ). Надалі грав за «Спартак» (Рязань) і «Авангард» (Подольськ, Московська область). За чотири сезони у вищій лізі провів приблизно 50 матчів, закинув 3 шайби.
У подільському «Авангарді» був граючим тренером, а після завершення ігрової кар'єри — два сезони очолював колектив. Тренер команди «Салют» з Тушино (1970—1973). Тривалий час очолював СДЮСШОР «Крила Рад» (Москва).

## Досягнення
- Бронзовий призер чемпіонату СРСР (1): 1958

## Статистика
| Сезон               | Клуб                   | Ліга  | І  | Г | П | О | ШХ |
| ------------------- | ---------------------- | ----- | -- | - | - | - | -- |
| 1957-58             | «Динамо» (Москва)      | вища  | 15 | 1 |   |   |    |
| 1958-59             | «Динамо» (Москва)      | вища  |    | 0 |   |   |    |
| 1959-60             | «Динамо» (Москва)      | вища  | 1  | 0 |   |   |    |
| 1961-62             | «Хімік» (Воскресенськ) | вища  | 33 | 2 | 0 | 2 | 24 |
| 1963-64             | «Хімік» (Воскресенськ) | вища  |    | 0 |   |   |    |
|                     | «Динамо» (Київ)        | перша | 30 | 1 | 0 | 1 |    |
| Всього у вищій лізі |                        |       |    |   |   |   |    |